# كارل إلسي
كارل إلسي (بالإنجليزية: Karl Elsey)‏ هو لاعب كرة قدم بريطاني في مركز الوسط، ولد في 20 نوفمبر 1958 في سوانزي في المملكة المتحدة. لعب مع برينتري تاون وسوانزي سيتي وكارديف سيتي وكوينز بارك رينجرز وميدستون يونايتد ونادي ريدنغ ونادي غيلينغهام ونادي مارغيت ونيوبورت كونتي وهاستينغز يونايتد.